# Kingfisher Sky
Kingfisher Sky é uma banda holandesa de metal progressivo. Seu disco de estreia se chama Hallway of Dreams, e foi lançado em outubro de 2007 pela Suburban Records.

## História
Kingfisher Sky foi criada por Ivar de Graaf em 2001 após ele deixar o Within Temptation. O som da banda não pode ser classificado em uma única sonoridade. É muito falado das influências do Porcupine Tree, Cecilia Bartoli, Kate Bush, além do tradicional folk music.
Ivar e Judith começara a gravar suas músicas em 2005 no estúdio que tinham em casa. Um contrato com a gravadora Suburban Records foi assinado em  2006. O baixista Eric Hoogendoorn foi o primeiro a se juntar a banda. O segundo a entrar foi o guitarrista Daan Janzing, que foi apresentado a banda por Ruud Jollie (Within Temptation). George van Olffen nos teclados veio em seguida. Edo van der Kolk completou a banda nas guitarras. Ele havia feito uma participação na versão demo de Through My Eyes, e já conhecia Ivar há mais de dez anos. 
O primeiro CD, Hallway of Dreams, foi gravado em 2007, e lançado em outubro do mesmo ano. Ele foi produzido por Jochem Jacobs (Textures) e Bouke Visser (Split Second Sound). A partir dai a banda começou a realizar diversos shows nos Países Baixos, além de abrir apresentações de bandas como Delain e Epica. A banda realizou um show em sua cidade natal, e teve a participação de Maaike Peterse tocando celo na música Big Fish. O show foi tão bem sucedido que Maaike logo se tornou o sétimo membro da banda.
Em março de 2008 a gravadora Laser’s Edge lançou Hallway of Dreams nos EUA. No Japão o CD foi lançado pela Disk Union, sendo que o álbum também foi compilado em vinil pela Tonefloat Records.
George van Olffen deixou a banda em julho de 2009 para se dedicar a outros projetos musicais. 
Em 2017, a violoncelista Maaike Peterse figurou no álbum The Source, do Ayreon.

## Membros
- Judith Rijnveld – vocal
- Ivar de Graaf – bateria
- Edo Van Der Kolk – guitarra
- Daan Janzing – guitarra
- Maaike Peterse – cello
- Eric Hoogendoorn – baixo

## Discografia
- Hallway of Dreams (2007)[4]
- Skin of the Earth (2010)
- Arms of Morpheus (2014)
- To Turn the Tables (EP, 2017)
- Technicoloured Eyes (2018)
- Feeding the Wolves (2024)